# 邁加林
33°11′40″N 6°5′40″E / 33.19444°N 6.09444°E

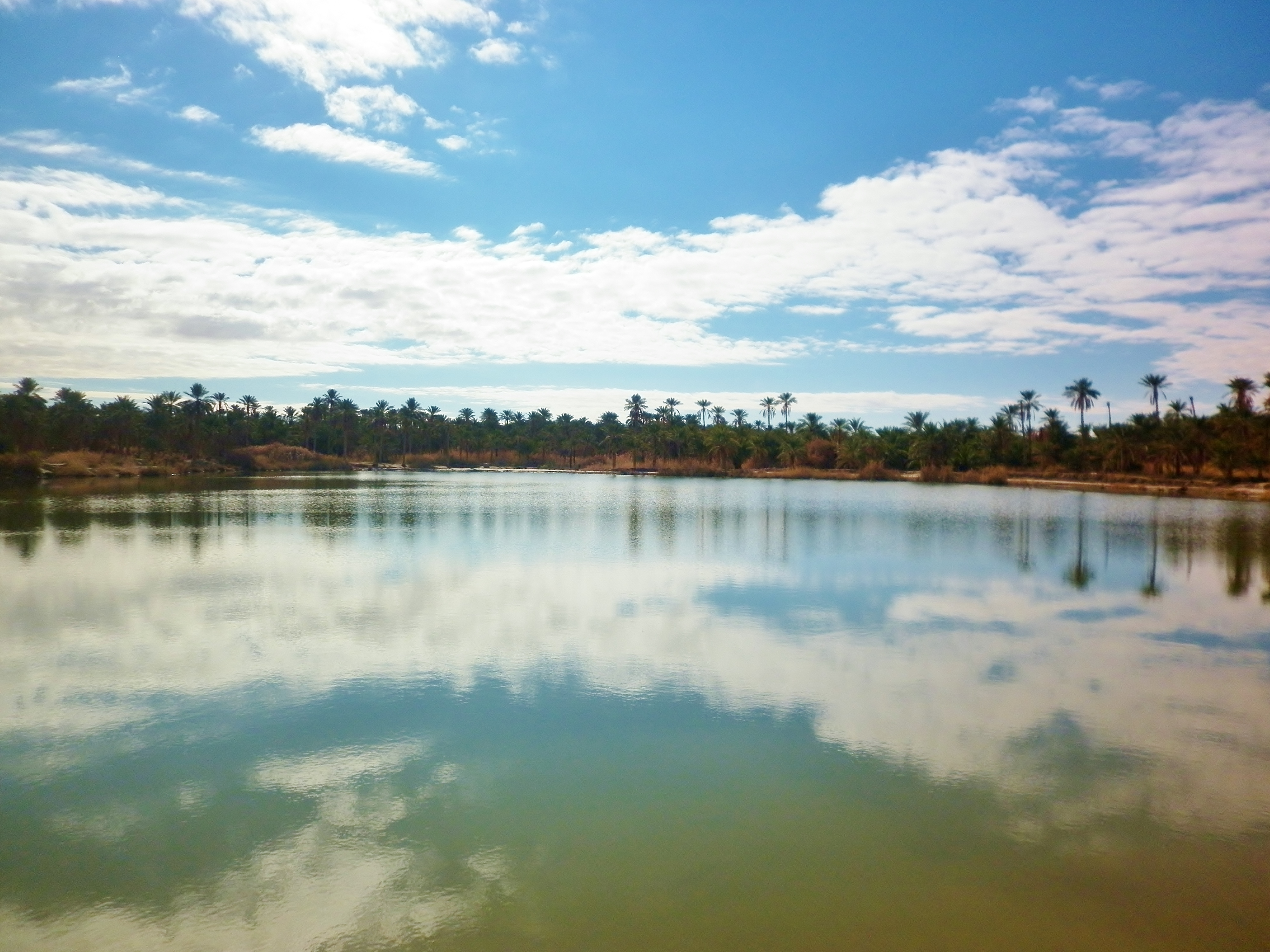
邁加林的湖泊

邁加林（阿拉伯语：‎），是阿爾及利亞的城鎮，位於該國東部，由瓦爾格拉省負責管轄，是邁加林區的首府，面積285平方公里，海拔高度68米，2008年人口13,751，人口密度每平方公里48人。